# Sexy Boy ~Soyokaze ni Yorisotte~
Singles de Morning Musume
Chokkan 2 ~Nogashita Sakana wa Ōkiizo!~
(2005) Ambitious! Yashinteki de Ii Jan
(2006)
Sexy Boy ~Soyokaze ni Yorisotte~ (SEXY BOY ～そよ風に寄り添って～, « Garçon sexy ~  calins sous la brise ~ ») est le 29e single du groupe de J-pop Morning Musume.

## Présentation
Le single sort le 15 mars 2006 au Japon sur le label zetima, écrit et produit par Tsunku. Il atteint la 4e place du classement Oricon, et reste classé pendant 8 semaines, pour un total de 48 667 exemplaires vendus durant cette période ; c'est le premier single du groupe à se vendre à moins de 50 000 exemplaires, soit moins que son premier single indépendant Ai no Tane. Le single sort également dans une édition limitée avec une pochette différente et cinq cartes photo en supplément, ainsi qu'au format "single V" (DVD).
La chanson-titre figurera sur le huitième album du groupe, Sexy 8 Beat de 2007. Elle sera reprise en 2011 par Dream Morning Musume sur l'album Dreams 1.

## Formation
Membres du groupe créditées sur le single :
- 4e génération : Hitomi Yoshizawa
- 5e génération : Ai Takahashi, Asami Konno, Makoto Ogawa, Risa Niigaki
- 6e génération : Miki Fujimoto, Eri Kamei, Sayumi Michishige, Reina Tanaka
- 7e génération : Koharu Kusumi

## Titres
Single CD
1. Sexy Boy ~Soyokaze ni Yorisotte~ (SEXY BOY ～そよ風に寄り添って～?)
2. Chance Chance Boogie (チャンス　チャンス　ブギ?)
3. Sexy Boy ~Soyokaze ni Yorisotte~ (Instrumental) (SEXY BOY ～そよ風に寄り添って～...?)

Single V (DVD)
1. Sexy Boy ~Soyokaze ni Yorisotte~ (SEXY BOY ～そよ風に寄り添って～?)
2. Sexy Boy ~Soyokaze ni Yorisotte~ (Dance Shot Ver.) (SEXY BOY ～そよ風に寄り添って～?)
3. Making Eizô (メイキング映像?)